# لتوف اس-۳
لتوف اس-۳ (به انگلیسی: Letov_Š-3) یک هواگرد ملخ‌پیشین تک‌موتوره از نوع هواپیمای جنگنده ساخت شرکت لتوف کبلی است. هواگرد لتوف اس-۳ نخستین پروازش را در سال اوایل ۱۹۲۲ میلادی انجام داد. در مجموع، تعداد ۲ فروند از این هواگرد ساخته شده‌است.
طراح این هواگرد، Alois Šmolik بود.